# Grundviller
Grundviller település Franciaországban, Moselle megyében. Lakosainak száma 661 fő (2022. január 1.). Grundviller Ernestviller, Hambach, Puttelange-aux-Lacs, Rémering-lès-Puttelange, Richeling és Woustviller községekkel határos.

## Népesség
A település népességének változása:
| Lakosok száma | 402  | 514  | 501  | 635  | 684  | 683  | 658  | 642  | 654  | 661  |
|               | 1968 | 1982 | 1990 | 2006 | 2013 | 2015 | 2017 | 2019 | 2020 | 2022 |